# Bibliothèques publiques de l'État (Espagne)
Les Bibliothèques Publiques de l'État (BPE) en Espagne constituent un ensemble de 53 bibliothèques publiques appartenant à l'État dépendant de la Sous-Direction Générale de la Coordination des Bibliothèques du Ministère espagnol de la Culture.

## Bibliothèques
| Nom                                                                                         | Adresse                                                | Code postal | Localisation                       | Fondation       | Coordonnées                                                                                      | Image |  |
| ------------------------------------------------------------------------------------------- | ------------------------------------------------------ | ----------- | ---------------------------------- | --------------- | ------------------------------------------------------------------------------------------------ | ----- |  |
| Biblioteca Pública del Estado en Mérida - Jesús Delgado Valhondo (d)                        | es:Avda. de la Libertad, s/n                           | 06800       | Mérida                             | 1999            | 38°54′53″N 6°21′27″W / 38.914685°N 6.35741°W                                                     |       |  |
| Biblioteca Regional de Murcia - Biblioteca Pública del Estado en Murcia (d)                 | es:Avda. de Juan Carlos I, 17                          | 30008       | Murcia                             | 1956            | 37°59′55″N 1°08′14″W / 37.998575°N 1.137249°W                                                    |       |  |
| Biblioteca Pública del Estado en Pontevedra - Antonio Odriozola (d)                         | es:c/ Alfonso XIII, 3                                  | 36002       | Pontevedra                         | 1848            | 42°25′57″N 8°39′02″W / 42.432451°N 8.650657°W                                                    |       |  |
| Biblioteca Pública del Estado en Santiago de Compostela - Ánxel Casal (d)                   | es:Avda. Xoán XXIII, s/n                               | 15704       | Santiago de Compostela             | 1955            | 42°53′02″N 8°32′40″W / 42.883908°N 8.544315°W                                                    |       |  |
| Biblioteca Pública del Estado en Ciudad Real - Isabel Pérez Valera (d)                      | es:Avda. del Ferrocarril, s/n                          | 13004       | Ciudad Real                        | 1896            | 38°58′45″N 3°55′57″W / 38.979179°N 3.932616°W                                                    |       |  |
| Biblioteca Pública Provincial de Cádiz (d)                                                  | es:Avda. Cuatro de Diciembre de 1977, 16               | 11006       | Cádiz                              | 1851            | 36°32′01″N 6°17′38″W / 36.5335789299°N 6.29386735058°W                                           |       |  |
| Biblioteca Pública del Estado en Tarragona (d)                                              | ca:Carrer Fortuny, 30 es:c/ Fortuny, 30                | 43001       | Tarragona                          | 1846            | 41°06′50″N 1°15′00″E / 41.113751°N 1.249934°E                                                    |       |  |
| Biblioteca Pública del Estado en Orihuela - Fernando de Loazes (d)                          | es:Plz. Ramón Sijé, 1                                  | 03300       | Orihuela                           | 1863            | 38°05′11″N 0°56′44″W / 38.08637°N 0.945613°W                                                     |       |  |
| Biblioteca Pública Provincial de Huelva (d)                                                 | es:Avda. Martín Alonso Pinzón, 16                      | 21003       | Huelva                             | 1856            | 37°15′20″N 6°56′55″W / 37.25556908°N 6.948623689°W                                               |       |  |
| Biblioteca Pública del Estado en Toledo (d)                                                 |                                                        |             |                                    | 1771            |                                                                                                  |       |  |
| Biblioteca Pública del Estado en Valencia (d)                                               | es:c/ Hospital, 13                                     | 46001       | Valencia Ciutat Vella              | 1979            | 39°28′15″N 0°22′54″W / 39.47089°N 0.38173°W                                                      |       |  |
| Biblioteca Pública del Estado en Zamora (d)                                                 | es:Plz. Claudio Moyano, s/n                            | 49001       | Zamora                             | 1846            | 41°30′07″N 5°44′54″W / 41.501842°N 5.748213°W                                                    |       |  |
| Biblioteca Pública del Estado en A Coruña - Miguel González Garcés (d)                      | es:c/ Miguel González Garcés, 1                        | 15008       | La Coruña                          | 1902            | 43°20′54″N 8°24′19″W / 43.348274°N 8.40518°W                                                     |       |  |
| Biblioteca Pública del Estado en Palma de Mallorca - Can Sales (d)                          | es:Plz. de la Puerta de Santa Catalina, 24             | 07012       | Palma de Mallorca                  | 1835            | 39°34′15″N 2°38′34″E / 39.570755°N 2.642891°E                                                    |       |  |
| Biblioteca Pública del Estado en Albacete (d)                                               | es:c/ San José de Calasanz, 14                         | 02002       | Albacete                           | 1895            | 38°59′23″N 1°51′17″W / 38.989822°N 1.854808°W                                                    |       |  |
| Biblioteca Pública del Estado en Guadalajara (d)                                            | es:Plz. Dávalos, s/n                                   | 19001       | Guadalajara                        | 1837            | 40°38′02″N 3°10′05″W / 40.633987°N 3.16818°W                                                     |       |  |
| Biblioteca de Asturias / Biblioteca Pública del Estado en Oviedo - Ramón Pérez de Ayala (d) | es:Plz. Daoiz y Velarde, 11                            | 33009       | Oviedo                             | 1943            | 43°21′34″N 5°50′47″W / 43.3595°N 5.846445°W                                                      |       |  |
| Biblioteca Pública del Estado en Huesca (d)                                                 | es:Avda. Pirineos, 2                                   | 22004       | Huesca                             | 1857            | 42°08′29″N 0°24′56″W / 42.141473°N 0.415534°W                                                    |       |  |
| Biblioteca Pública del Estado en Melilla (d)                                                | es:Plz. de España, 4                                   | 52001       | Melilla                            | 1991            | 35°17′30″N 2°56′19″W / 35.291717°N 2.938615°W                                                    |       |  |
| Biblioteca Pública del Estado en Sevilla - Infanta Elena (d)                                | es:Avda. María Luisa, 8                                | 41013       | Sevilla                            | 1959            | 37°22′38″N 5°59′30″W / 37.377131°N 5.991589°W                                                    |       |  |
| Biblioteca Pública Provincial de Jaén (d)                                                   | es:c/ Santo Reino, 1                                   | 23003       | Jaén                               | 1985            | 37°46′19″N 3°47′16″W / 37.772°N 3.78791°W 37°46′19″N 3°47′17″W / 37.7718977594°N 3.78792570507°W |       |  |
| Biblioteca Pública del Estado en León (d)                                                   | es:c/ Santa Nonia, 5                                   | 24003       | León                               | 1844            | 42°35′43″N 5°34′19″W / 42.595414°N 5.571864°W                                                    |       |  |
| Biblioteca Pública Provincial de Almería Francisco Villaespesa (d)                          | es:c/ Hermanos Machado, s/n                            | 04004       | Almería                            | 1947            | 36°50′09″N 2°27′39″W / 36.8358406634°N 2.46073499695°W                                           |       |  |
| Biblioteca Pública del Estado en Lleida (d)                                                 | ca:Rambla d'Aragó, 10 es:Rambla de Aragón, 10          | 25002       | Lérida                             | 1842            | 41°36′49″N 0°37′13″E / 41.613498°N 0.620199°E                                                    |       |  |
| Biblioteca de Castilla y León / Biblioteca Pública del Estado en Valladolid (d)             | es:Plz. de la Trinidad, 2                              | 47003       | Valladolid                         | 1989-11-30 1931 | 41°39′27″N 4°43′47″W / 41.657476°N 4.729756°W                                                    |       |  |
| Biblioteca Pública del Estado en Gijón - Jovellanos (d)                                     | es:c/ Jovellanos, 23                                   | 33206       | Gijón                              | 1947            | 43°32′29″N 5°39′46″W / 43.541348°N 5.662752°W                                                    |       |  |
| Biblioteca Pública del Estado en Burgos (d)                                                 | es:Plz. de San Juan, s/n                               | 09004       | Burgos                             | 1874            | 42°20′33″N 3°41′46″W / 42.34261111111111°N 3.696°W                                               |       |  |
| Biblioteca Pública del Estado en Zaragoza (d)                                               | es:c/ Doctor Cerrada, 22                               | 50005       | Zaragoza                           | 1923            | 41°38′50″N 0°53′21″W / 41.647184°N 0.889093°W                                                    |       |  |
| Biblioteca Pública del Estado en Las Palmas de Gran Canaria (d)                             | es:Avda. Muelle de Las Palmas, s/n                     | 35003       | Las Palmas de Gran Canaria         | 1967            | 28°06′38″N 15°24′59″W / 28.110526764993°N 15.416266902903°W                                      |       |  |
| Biblioteca Pública del Estado en Girona - Carles Rahola (d)                                 | es:c/ Emili Grahit, 4C                                 | 17002       | Gerona                             | 2014-12-23 1848 | 41°58′29″N 2°49′10″E / 41.974734°N 2.819346°E                                                    |       |  |
| Biblioteca Pública del Estado en Córdoba (d)                                                | es:c/ Amador de los Ríos, s/n                          | 14004       | Córdoba                            | 1842            | 37°52′39″N 4°46′51″W / 37.877409°N 4.780899°W                                                    |       |  |
| Biblioteca Pública del Estado en Palencia (d)                                               | es:c/ Eduardo Dato, 4                                  | 34005       | Palencia                           | 1897            | 42°00′48″N 4°32′05″W / 42.0133°N 4.53482°W                                                       |       |  |
| Biblioteca Pública del Estado en Ávila (d)                                                  | es:Plz. de la Catedral, 3                              | 05001       | Ávila                              | 1868            | 40°39′23″N 4°41′50″W / 40.656328°N 4.697261°W                                                    |       |  |
| Biblioteca Pública del Estado en Lugo (d)                                                   | es:Avda. Ramón Ferreiro, 23                            | 27002       | Lugo                               | 1840            | 43°00′16″N 7°33′13″W / 43.004494°N 7.553735°W                                                    |       |  |
| Biblioteca Central de Cantabria / Biblioteca Pública del Estado en Santander (d)            | es:Calle Ruiz de Alda, 19                              | 39009       | Santander                          | 1844            | 43°27′15″N 3°48′52″W / 43.45429°N 3.814428°W                                                     |       |  |
| Biblioteca Pública del Estado en Granada (d)                                                | es:c/ Profesor Saínz Cantero, 6                        | 18002       | Granada                            | 1933            | 37°10′42″N 3°36′22″W / 37.178282°N 3.606195°W                                                    |       |  |
| Biblioteca Pública del Estado en Santa Cruz de Tenerife (d)                                 | es:c/ Comodoro Rolín, 1                                | 38007       | Santa Cruz de Tenerife             | 1977            | 28°27′51″N 16°15′59″W / 28.4643°N 16.2665°W                                                      |       |  |
| Biblioteca Pública del Estado en Málaga (d)                                                 | es:Avenida de Europa, 49                               | 29003       | Málaga Distrito Carretera de Cádiz | 1895            | 36°42′10″N 4°26′41″W / 36.702686°N 4.444817°W                                                    |       |  |
| Biblioteca Pública del Estado en Soria (d)                                                  | es:c/ Nicolás Rabal, 25                                | 42003       | Soria                              | 1935            | 41°45′46″N 2°28′25″W / 41.762662°N 2.473553°W                                                    |       |  |
| Biblioteca de La Rioja / Biblioteca Pública del Estado en Logroño (d)                       | es:c/ de la Merced, 1                                  | 26001       | Logroño                            | 1990 1852       | 42°28′00″N 2°26′56″W / 42.466619°N 2.448794°W                                                    |       |  |
| Biblioteca Pública del Estado en Cáceres - A. Rodríguez-Moñino/M. Brey (d)                  | es:c/ Alfonso IX, 26                                   | 10004       | Cáceres                            | 1868            | 39°28′23″N 6°22′36″W / 39.47316°N 6.376672°W                                                     |       |  |
| Biblioteca Pública del Estado en Castellón (d)                                              | es:c/ Rafalafena, 29                                   | 12003       | Castellón de la Plana              | 1848            | 39°59′18″N 0°01′51″W / 39.988432°N 0.030865°W                                                    |       |  |
| Biblioteca Pública del Estado en Salamanca - Casa de las Conchas (d)                        | es:c/ Compañía, 2                                      | 37002       | Salamanca                          | 1933            | 40°57′46″N 5°39′58″W / 40.962817°N 5.666027°W                                                    |       |  |
| Biblioteca Pública del Estado en Segovia (d)                                                | es:c/ de los Procuradores de la Tierra, 6              | 40006       | Segovia                            | 1842            | 40°56′10″N 4°06′13″W / 40.93615°N 4.103559°W                                                     |       |  |
| Biblioteca Pública del Estado en Cuenca - Fermín Caballero (d)                              | es:Glorieta González Palencia, 1                       | 16002       | Cuenca                             | 1846            | 40°04′22″N 2°08′20″W / 40.072731°N 2.139023°W                                                    |       |  |
| Biblioteca Pública del Estado en Ceuta - Adolfo Suárez (d)                                  | es:c/ Alcalde Manuel Olivencia, s/n                    | 51001       | Ceuta                              | 2013            | 35°53′13″N 5°18′20″W / 35.887027°N 5.305446°W                                                    |       |  |
| Biblioteca Pública del Estado en Ourense (d)                                                | es:c/ Canle, 6, Conjunto del Convento de San Francisco | 32004       | Orense                             | 1850            | 42°20′13″N 7°51′36″W / 42.337037°N 7.85995°W                                                     |       |  |
| Biblioteca Pública del Estado en Alicante - José Martínez Ruíz Azorín (d)                   | es:c/ Paseíto de Ramiro, 15                            | 03002       | Alicante                           | 1855            | 38°20′46″N 0°28′41″W / 38.346171°N 0.477993°W                                                    |       |  |
| Biblioteca Pública del Estado en Badajoz - Bartolomé J. Gallardo (d)                        | es:Avda. del Guadiana, s/n                             | 06011       | Badajoz                            | 1896            | 38°52′26″N 6°59′18″W / 38.874°N 6.9882°W                                                         |       |  |
| Biblioteca Pública del Estado en Vitoria-Gasteiz - Casa de Cultura Ignacio Aldecoa (d)      | es:Paseo de la Florida, 9                              | 01005       | Vitoria                            | 1896            | 42°50′39″N 2°40′31″W / 42.844104°N 2.675238°W                                                    |       |  |
| Biblioteca Pública del Estado en Maó (d)                                                    | es:Plz. de la Conquista, 8                             | 07701       | Mahón                              | 1861            | 39°53′23″N 4°15′54″E / 39.889696°N 4.265043°E                                                    |       |  |
| Biblioteca Pública del Estado en Madrid - Manuel Alvar (d)                                  | es:c/ Azcona, 42                                       | 28028       | Madrid                             | 1988            | 40°26′04″N 3°40′09″W / 40.434338°N 3.669126°W                                                    |       |  |
| Biblioteca Pública del Estado en Teruel - Javier Sierra (d)                                 | es:Plz. Obispo Pérez Prado, 3                          | 44001       | Teruel                             | 1953            | 40°20′39″N 1°06′35″W / 40.3441°N 1.109657°W                                                      |       |  |